# امیر تاجیک (مستندساز)
امیر تاجیک (زاده ۱۳۶۰ تهران) کارشناس رسانه و مدیر سابق شبکه مستند سیمای جمهوری اسلامی ایران است.وی فارغ‌التحصیل ادبیات انگلیسی و کارشناس ارشد علوم ارتباطات اجتماعی و رسانه است.

## زندگی‌نامه
وی در حالیکه در دانشگاه تحصیل می‌کرد، درفیلم‌سازی مستند و خبری تجاربی اندوخت و چندین مستند کوتاه و بلند تولید نمود که مورد توجه جشنواره‌های داخلی قرار گرفت. در سال ۱۳۸۹ مدیر بخش مستند شبکه بین‌المللی پرس تی‌وی شد و در طول چهار سال فعالیت به عنوان مدیر این شبکه، کارگردانی و تهیه‌کنندگی فیلم‌های مستند فراوانی را بر عهده داشت.
داوری جشنواره تولیدات تلویزیونی AIB لندن، مشاور جشنواره بین‌المللی فیلم گوانگجوی چین و داوری جشنواره فیلم شهید آوینی از جمله اقدامات وی در طول فعالیت در شبکه پرس تی‌وی بود. در آذرماه ۱۳۹۳ پس از انتصاب محمد سرافراز به ریاست سازمان صدا و سیمای جمهوری اسلامی ایران، تاجیک به مدیریت شبکه مستند سیما منصوب شد و تا خرداد ماه ۱۳۹۵ این مسئولیت را برعهده داشت. شعار اصلی وی در طول مدیریت شبکه مستند سیما تبدیل شبکه مستند به خانه مستندسازان سراسر ایران اسلامی بود.

## افتخارات
تاجیک در سال ۱۳۹۴ داور بخش مستند جشنواره بین‌المللی فیلم فجر شد.
و سپس مشاور انجمن سینمای جوان به ریاست فرید فرخنده کیش شد.
در بهمن ماه ۱۳۹۵ داور جشنواره منطقه‌ای سینمای جوان در مشهد شد و در آذر ۱۳۹۶ به عنوان داور جشنواره بین‌المللی سینما حقیقت معرفی شد.

## استعفا
در اردیبهشت ۱۳۹۵ و پس از تغییر ریاست سازمان صدا و سیما، وی از مدیریت شبکه مستند سیما استعفا داد. این استعفا پس از تغییر معاون سیما، سرانجام در خردادماه ۱۳۹۵ قبول گردید.